# Структурная окраска

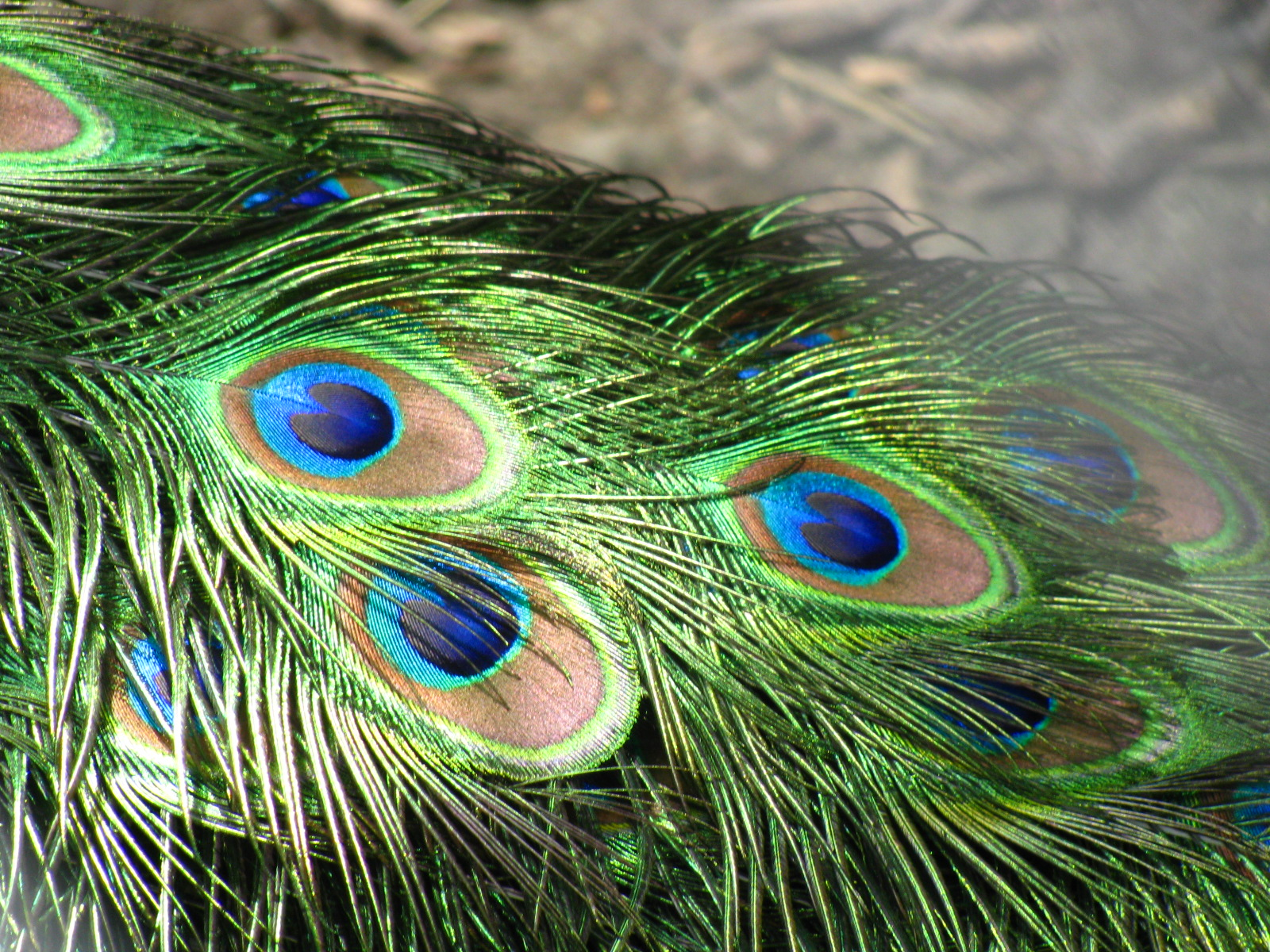
Перья павлина имеют структурную окраску

Структурная окраска ― у животных и некоторых растений: образование цвета микроскопически структурированными поверхностями. Пример структурной окраски: перья в хвосте павлина окрашены пигментами в коричневый цвет, но благодаря их распределению на микроскопическом уровние они также отражают бирюзовый, синий и зелёный свет и при этом часто переливаются.

## История
Структурную окраску впервые описали английские учёные Роберт Гук (в книге «Микрография» 1665 года) и Исаак Ньютон (в «Оптике» 1704 года). Через сто лет физик Томас Юнг объяснил причину этого явления ― интерференцию волн. В конце XIX века Фрэнк Эверс Беддард заметил структурную окраску у представителей семейства Златокротовые (Chrysochloridae).

## Галерея

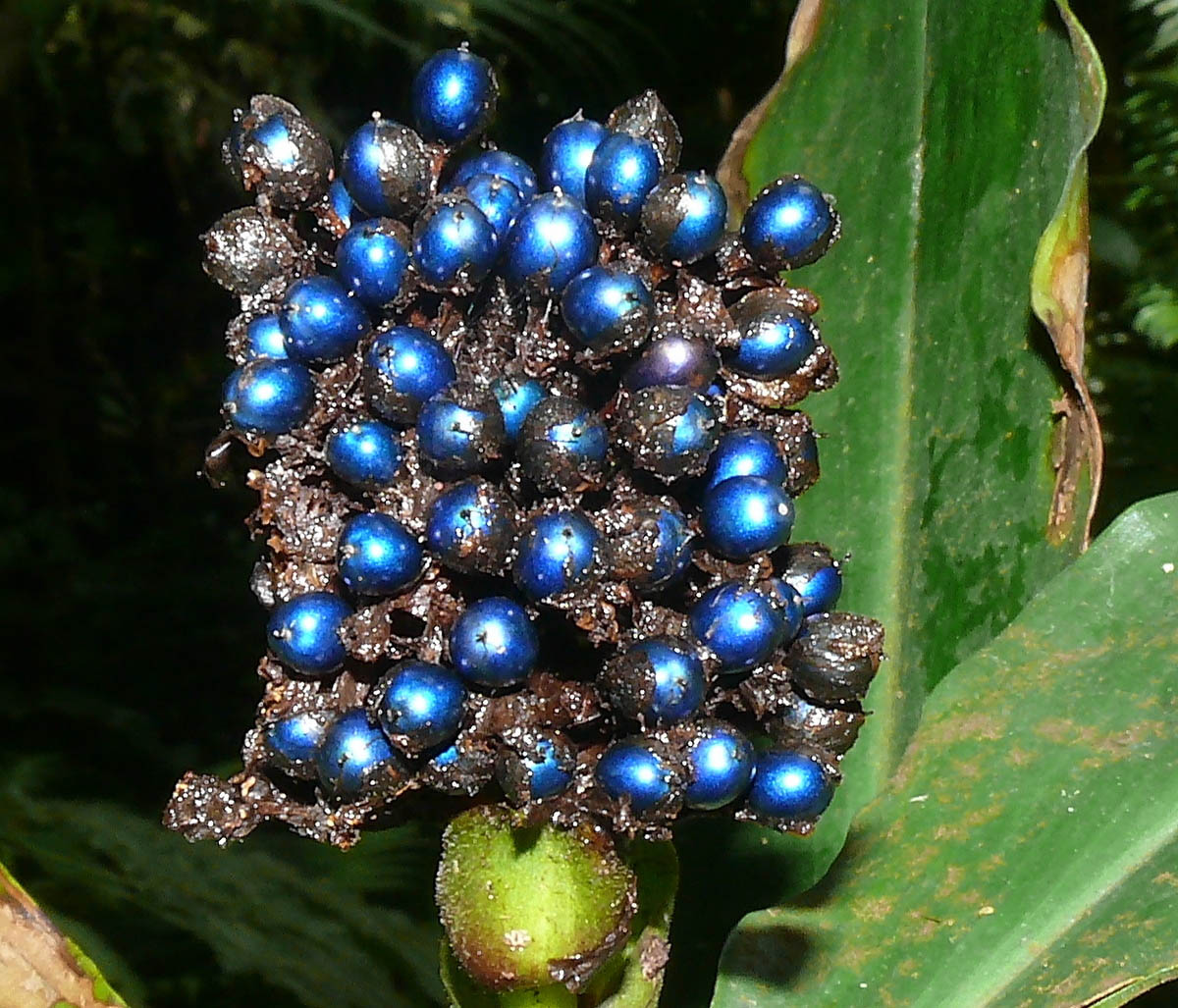
Pollia condensata
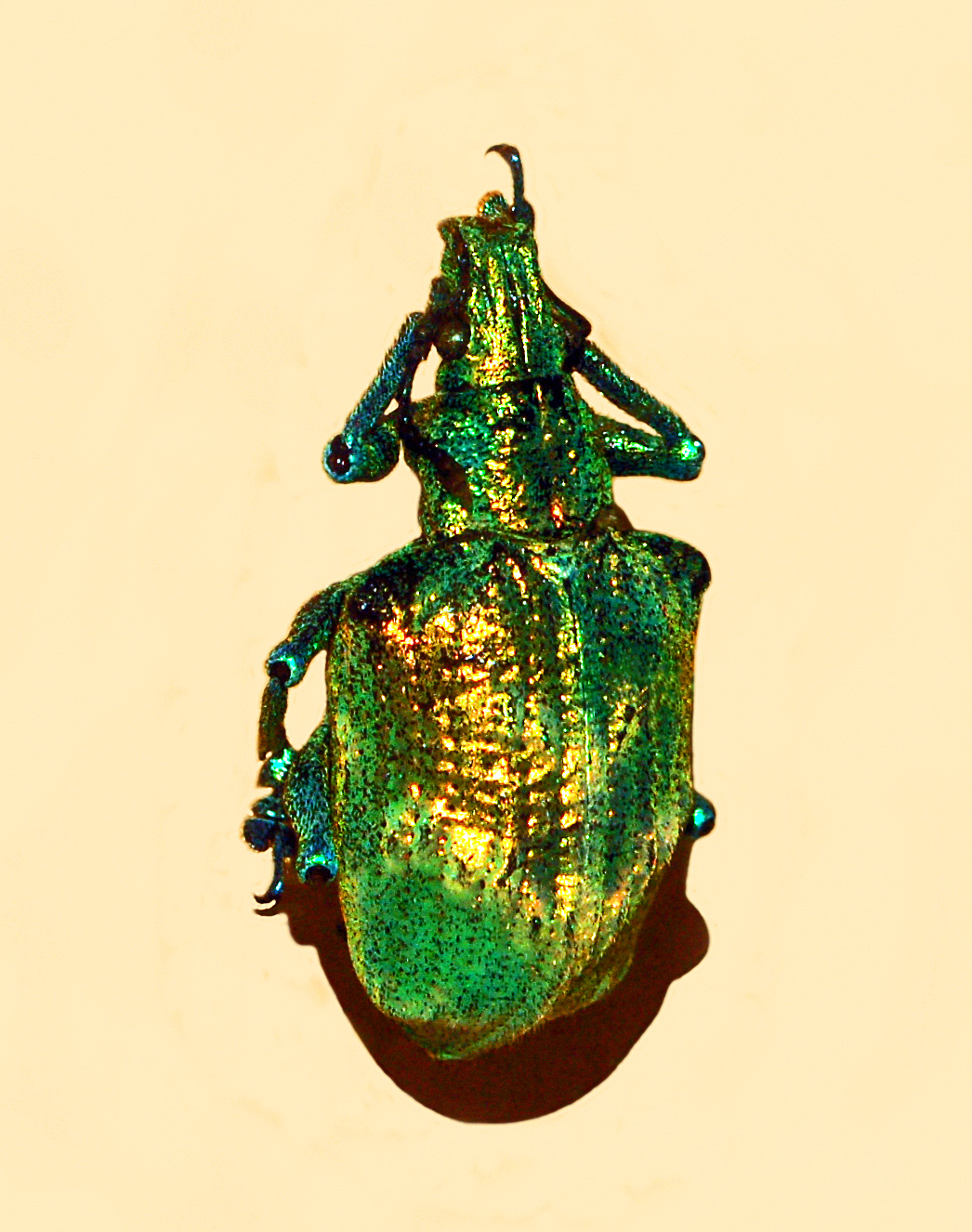
Lamprocyphus augustus
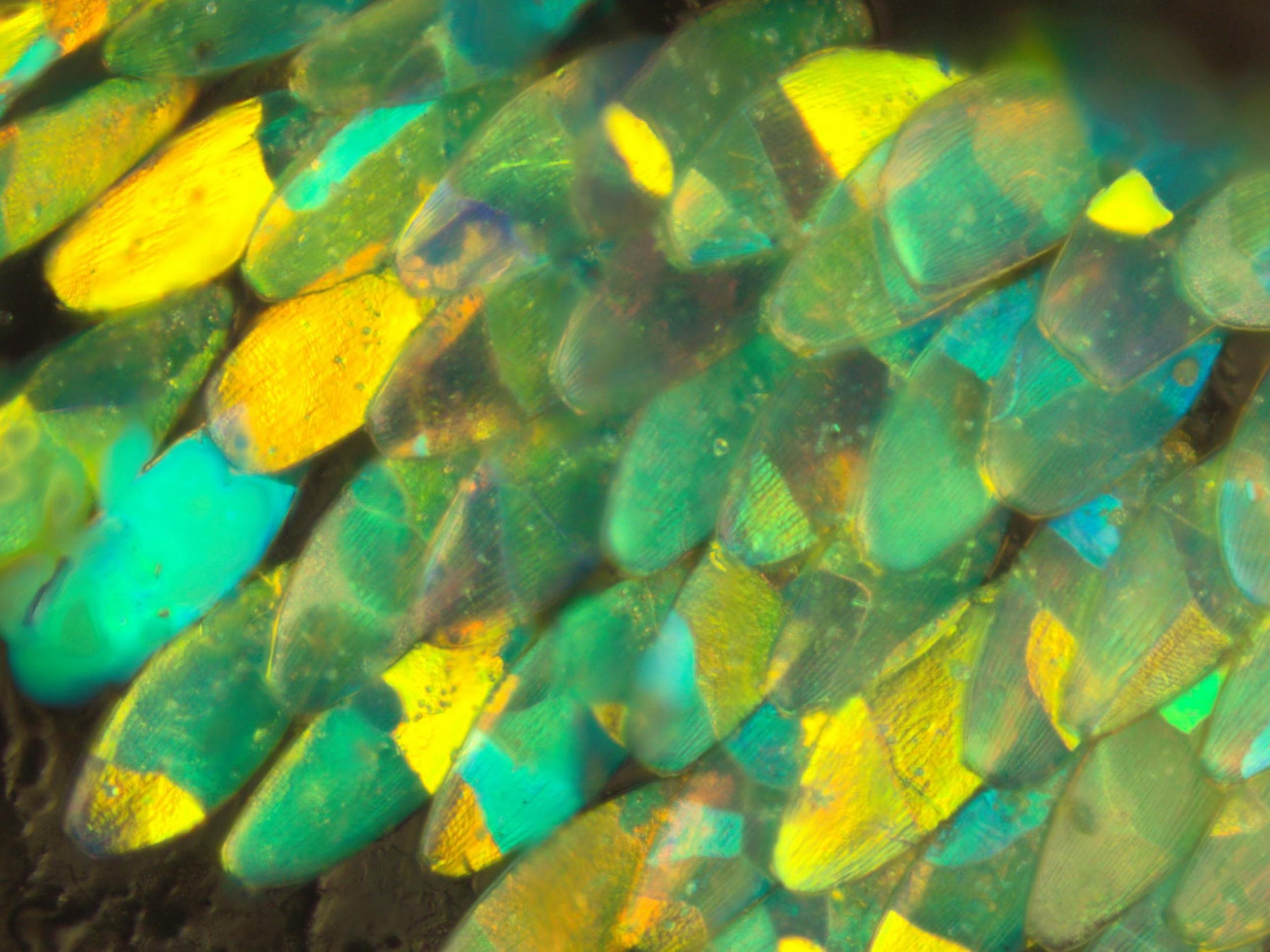
Entimus imperialis
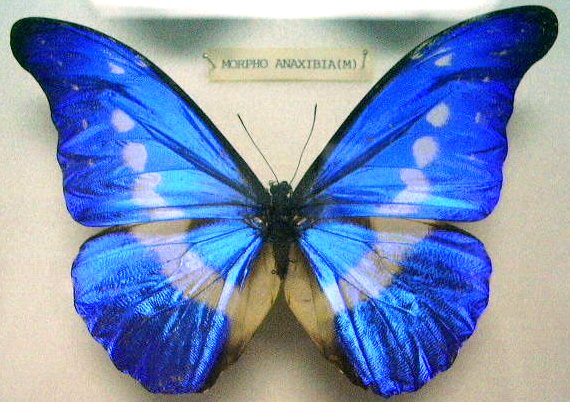
Morpho helena